# HD 7758
HD 7758 — оранжевая звезда, находящаяся в созвездии Андромеда на расстоянии приблизительно 1622,38 св. лет от Земли. По состоянию на 2007 год, радиус звезды оценивается в 59,26 солнечного радиуса. Исходя из отрицательной радиальной скорости, звезда приближается к Солнцу. Планет у HD 7758 обнаружено не было. Звезда видима невооружённым глазом на ночном небе.